# Arbetslag
Ett arbetslag, arbetsgrupp eller team, är en gruppering människor, oftast inom en organisation, som samarbetar mot ett gemensamt mål eller resultat, och där deltagarna tar på sig olika uppgifter, antar olika roller. Belbin beskriver nio olika teamroller i sin forskning . Arbetslaget skiljer sig därmed från en social grupp där samvaron i sig kan vara lika viktig som resultat och som oftast saknar ett resultatbaserat mål. 
Förr uppfattades en arbetsorganisation som effektiv då ledningen förmådde styra och kontrollera sina anställda, ordergivning i ledarskapet var vanligt. Denna typ av organisationsstyrning har sedan 1970-talet allt mer kommit att ersättas av ett delegerat beslutsmandat med målstyrda arbetsgrupper, arbetslag. Den stora skillnaden mellan en målstyrd arbetsgrupp och en arbetsgrupp i traditionell bemärkelse ligger i stor utsträckning i gruppens egen förmåga eller möjlighet till aktivitet utifrån överenskomna operativa mål. 
För effektiva arbetslag visar forskning att det är viktigt med en tydlig och klar gemensam målbild, gruppmedlemmarna var klara över arbetsgruppens uppgift, syfte och mål. Också att medlemmarna har ett gemensamt ansvarstagande, de arbetade engagerat, var ömsesidigt stödjande och hade en klar vilja att hjälpas åt. Arbetslagets medlemmar kommunicerade med varandra på ett öppet, ärligt, förtroendefullt och intensivt sätt, man hade förmåga att fråga, lyssna och svara. Man inriktade sig på framtiden och man var förändringsvilliga. Man koncentrerade sig på att få uppgiften gjord och följde hela tiden resultatutfallet av verksamheten. Arbetslaget lyfte de individuella prestationerna över deras normalnivå och man hade få "långbänkar" samt att det var kort tid mellan tanke och handling.

## Källhänvisningar
1. ↑   arbetsgrupp i Nationalencyklopedins nätupplaga. Läst 29 januari 2015.
2. ↑  ”Belbin | Great teams start with Belbin”. www.belbin.com. http://www.belbin.com/about/dr-meredith-belbin/. Läst 17 oktober 2017.
3. ↑  McGregor -60, Hart -95 Bucholz & Roth -87 i Lind & Skärvad -97, Jern -98, Krantz -07